# Невил Маскелин
Свештеник доктор Невил Маскелин (енгл. Nevil Maskelyne; Лондон, 6. октобар 1732 — Гринич, 9. фебруар 1811) је био пети енглески Краљевски астроном. Био је на овој позицији у периоду од 1765. до 1811. године.

## Биографија
Маскелин је рођен у Лондону као трећи син Едмунда Маскелина из Портона, округ Вилтшајер. Маскелинов отац је умро када је дечак имао дванаест година, оставивши породицу у врло тешким животним условима. Маскелин је похађао школу Вестминстер и био је још увек ученик ове установе када му је умрла и мајка, 1748. године. Његово интересовање за астрономију се родило већ док је био ученик у овој школи, убрзо након што је сведочио помрачењу 25. јула 1748. године.
Маскелин је започео школовање на колеџу Свете Катарине у Кембриџу 1749. године, дипломирајући као седми ученик који је уједно и радник на универзитету 1754. године. Рукоположио је свештеничку заклетву 1755. године, и постао члан Тринити колеџа у Кембриџу 1756. године.
Око 1785. године се Маскелин оженио Софијом Роуз из Котерстока, округ Нортхемптоншајер. Њихово једино дете, Маргарет(1786–1858), је била мајка Невила Сторија Маскелина (1823–1911), чувеног професора минералогије на Оксфорду(1856–95). Маскелинова сестра, Маграрет, удала се за Роберта Клајва.
Невил Маскелин је сахрањен у дворишту цркве Свете Девице Марије, парохијске цркве села Портон, у округу Вилтшајер у Енглеској.

## Каријера

### Мерење географске дужине
Године 1758. је Маскелин примљен у Краљевско друштво, које га је 1761. године послало на острво Света Јелена где је посматрао транзицију Венере. Ово су била врло важна посматрања, узевши у обзир да би тачне мере омогућиле тачно прорачунавање Земљине удаљености од Сунца, што би затим омогућило да се прорачуна скала Сунчевог система.
Лоше временске прилике су га спречиле да спроведе икакве корисне опсервације; међутим, Маскелин је искористио ово своје путовање да би развио методу за утврђивање географске дужине користећи се позицијом Месеца, што је касније познато по имену метод лунарне удаљености. Вратио се у Енглеску, наставивши са својим послом куратора у Чипинг Барнету 1761. године, и почео да ради на својој књизи, у којој је објавио метод прорачуна путем лунарне удаљености 1763. године у Британском морнарском приручнику, у којем је укључио и предлог да ради обезбеђивања проналажења географских дужина на мору, лунарна удаљеност би требало да буде прорачуната унапред за сваку годину и објављена у облику који би био лако доступан навигаторима. Овај предлог, драгуљ Наутичког Алманака, одобрен је од стране владе, и под покровитељством Маскелина је Наутички Алманак за 1767. године објављен 1766. године. Успео је да убеди владу да се његове опсервације штампају сваке године.
Упркос могућем конфликту интереса, узевши у обзир да је Маскелин пропагирао методу лунарне удаљености ради утврђивања географске дужине, Одбор за лонгитуду га је послао на Барбадос 1763. године да би прорачунао географску дужину главног града, Бриџтауна, посматрајући Јупитерове сателите, као и да би тестирао свој метод лунарне удаљености и упоредио његову тачност са хронометром Џона Харисона, названог No. 4 timekeeper. Чак и након успешних испитивања на Барбадосу 1764. године које је спровео Маскелин, од Харисона је затражено да произвезде детаљне цртеже и да сагради још два хронометра, од којих је један испробао лично краљ Џорџ III.
Резултати овог путовања су обелодањени на састанку Одбора за лонгитуду почетком 1765. године, где није речено да је Харисонов хронометар направио грешку при рачунању географске дужине Бриџтауна од нање од 10 mi (16 km), након путовања од више од 5.000 миља. Маскелиновим методом, с друге стране, је направљена грешка од 30 mi (48 km). Међутим, четири присутна наутичка официра су потврдила да су њихови прорачуни били вршени према Маскелиновим инструкцијама, али да су их ипак извршавали сами. Такође, метод лунарне удаљености се заснивао на табелама које је могао прорачунати само Маскелин, те метод још увек није могао да буде награђен у том тренутку.
Када су два заредом Краљевска астронома умрла један за другим за врло кратко време, Маскелин је постављен на овај положај убрзо након његовог повратка у Енглеску. Ово га је аутоматски учинило чланом Одбора за лонгитуду, те је убрзо изашао и негативан извештај о Харисоновом хронометру, у којем је Маскелин прогласио овај инструмент нетачним и неподобним за коришћење при одређивању лонгитуда.
Он није био сам што се тиче става о лунарним удаљеностима; други чланови Одбора за лонгитуду и Краљевског друштва су такође били врло пристрасни што се ове методе тиче, пошто су видели да је научно решење било концептуално и интелектуално супериорно у односу на механичко решење.
Иако су хронометри стварно били тачнији, метод лунарне удаљености је био јефтинији и остао је доминантни метод који је коришћен све до половине 19. века.
Пошто су Маскелинови прорачуни били извршени при краљевској Гриничкој опсерваторији, Гринички меридијан је постао главна референца за мерење географске дужине у британској морнарици, те је и прихваћен као главни меридијан 1884. године.

### Мерење географске ширине
Маскелин се доста интересовао за разне геодетске операције, међу којима је било и мерење ширине степена у Мериленду и у Пенсилванији, које су извршили Чарлс Мејсон и Џеремаја Диксон у периоду 1766 – 1768. године, а затим и одређивање релативне географске ширине Гринича и Париза. Са француске стране, овиме су се бавили гроф Касини, Адријен-Мари Лежендр, и Пјер Мешан; а са енглеске стране у овим истраживањима је учествовао Вилијам Рој. Ова триангулација је била зачетак великог пројекта који се касније проширио широм Велике Британије. Његова истраживања су објављена у четири велика тома у периоду 1776–1811, док су нека поново штампана и у књизи Семјуела Винса по имену Елементи астрономије.

### Експеримент на планини Шиехалион
Године 1772. Маскелин је предложио пред Краљевским друштвом пројекат који је касније познат по имену "Шиехалион експеримент" (назван по планини на којој је експеримент спроведен), ради утврђивања густине Земље користећи се виском. Он није први који је ово предложио, пре њега су овај експеримент покушали и Пјер Бужуе и Шарл-Мари де ла Кондамин 1738. године.
Маскелин је извршио своје експерименте 1774. године на планини Шиехалион у Пертшајеру, у Шкотској, при чему је изабрао баш ову планину због њеног облика корнета који је био погодан за детаљно утврђивање њене величине. Очигледа разлика у географској ширини између две станице на две различите стране планине су упоређене са правом разликом у географској ширини задобијеном триангулацијом.
Из Маскелинових опсервација је касније Чарлс Хатон извео густину за Земљу која износи 4.5 пута густине воде (савремена вредност износи 5.515).

## Други радови
Маскелинов први допринос астрономској литератури јесте Предлог за откривање годишње паралаксе Сиријуса, објављен 1760. године. наредни доприноси Трансакцијама су обухватали његове опсервације транзиције Венере (1761. и 1769. године), опсервације струја на острву Света Јелена (1762), и опсервације разних других астрономских феномена на Светој Јелениа (1764)и на Барбадосу (1764).
маскелин је такође представио и неколико практичних унапређења ове науке, као што је мерење времена до десетине секунде; такође је утицао на владу да се квадрант Џона берда замени понављајућим кругом са пречником од 6 стопа (1,8 m). Нови инструмент је конструисао Едвард Трутон, али Маскелин није доживео да види његов завршетак.

## Почасти
- 1775 – Копли медаља Краљевског друштва
- 1778 – Изабран за страног почасног члана Америчке академија уметности и наука.[8]
- Месечев кратер Маскелин је назван у његову част.
- Капетан Кук је назвао Маскелинова острва у јужном Малекулу, Вануату током његовог путовања.